# Xã Waterloo, Michigan
Xã Waterloo (tiếng Anh: Waterloo Township) là một xã thuộc quận Jackson, tiểu bang Michigan, Hoa Kỳ. Năm 2010, dân số của xã này là 2.856 người.